# Strage della missione Strasserra
La strage della Missione Strasserra fu l'omicidio di cinque partigiani legati al cosiddetto Regno del Sud e ai servizi segreti statunitensi (OSS) ad opera di un nucleo di partigiani appartenenti alla Brigata Garibaldi-Biella, comandati dal comunista Francesco Moranino, detto "Gemisto", avvenuto il 26 novembre 1944 in località Portula (Biella). A questo omicidio seguì il 9 gennaio 1945 l'assassinio delle mogli di due di essi, che stavano indagando sulla scomparsa dei loro mariti.

## Il fatto
Il genovese Emanuele Strasserra, nome di battaglia "Manuel", era un agente del governo italiano e contemporaneamente agente dell'Ufficio dei Servizi Strategici statunitense (OSS). Inviato nel Nord Italia dagli angloamericani col compito di coordinare la lotta partigiana e riferire sulla situazione presente, venne sbarcato sulla costa ligure da un sommergibile USA all'inizio dell'estate 1944.
Strasserra arruolò a questo scopo quattro partigiani. Dovendo consegnare un rapporto agli agenti alleati operanti in Svizzera, al fine di portare in quel paese le informazioni, chiese aiuto alle formazioni partigiane vicine per aiutarlo a varcare il confine. Nel Biellese era forte la Brigata comunista  Garibaldi-Biella che comprendeva il 6º distaccamento Pisacane comandato da Francesco Moranino, detto “Gemisto”, che quindi venne contattato da Strasserra.
L'aiuto tuttavia non arrivò mai (nonostante l'invio di un messaggio radio di missione compiuta). I cinque partigiani vennero uccisi il 26 novembre 1944 in località Portula. Le vittime furono: Emanuele Strasserra, capo missione; Gennaro Santucci, partigiano; Ezio Campasso, partigiano; Mario Francesconi, partigiano; Giovanni Scimone, partigiano. Il 9 gennaio 1945, vennero uccise anche le mogli di due partigiani - Maria Santucci e Maria Francesconi - perché avevano iniziato a indagare sulla sorte dei loro mariti. Gli assassini cercarono di far ricadere la responsabilità della morte delle due donne sui fascisti. Il fatto rimase per anni avvolto nel mistero.

## Dopoguerra
Nel dopoguerra i familiari dei cinque partigiani fucilati e delle due donne uccise presentarono alle autorità delle prove frutto di loro indagini. A seguito di queste prove vennero avviate delle indagini ufficiali che orientarono le responsabilità sul partigiano Francesco Moranino, nel frattempo diventato deputato comunista. Il Moranino fu accusato sia dell'omicidio dei cinque uomini della "Missione Strasserra" che di quello delle mogli di due dei defunti.
Il 27 gennaio 1955 la Camera dei deputati votò le autorizzazioni a procedere e all'arresto nei confronti di Moranino (allora deputato del PCI: fu la prima autorizzazione all'arresto concessa dal parlamento) su richiesta della Procura di Torino. L'accusa era di omicidio plurimo aggravato e continuato ed occultamento di cadavere, ma Moranino nel frattempo si era rifugiato in Cecoslovacchia. Nella seduta della Camera dei deputati del 27 gennaio 1955 il deputato comunista Gian Carlo Pajetta pronunciò un discorso nel quale enumerò una serie di fatti o testimonianze a discarico di Moranino, per cercare di convincere i deputati della sua innocenza: in particolare, egli affermò che ci fossero dei motivi per far prendere a Moranino la decisione di eliminare il gruppo Strasserra per evitare rischi di delazioni. Tale tesi, presentata e discussa, rimase comunque minoritaria nel voto dell'aula.

### Il processo
Il 22 aprile 1956 il processo svoltosi a Firenze si concluse con la condanna da parte della Corte d'Assise all'ergastolo di Moranino per i sette omicidi. Si legge nella sentenza:
La valutazione molto posteriore ai fatti fornita dall'ANPI è diametralmente opposta, e ricalca le tesi difensive presentate a suo tempo dal PCI:
La sentenza di condanna all'ergastolo fu confermata dalla Corte d'Assiste d'Appello nel 1957.

#### Dopo il processo
Il 18 settembre 1953 il governo Pella aveva approvato l'indulto e l'amnistia proposti dal guardasigilli Antonio Azara per tutti i reati politici commessi entro il 18 giugno 1948. Moranino poté usufruire di uno sconto di pena grazie a tale provvedimento, e la sua condanna all'ergastolo fu commutata in fase processuale a dieci anni di prigione. Il 27 aprile 1965 Francesco Moranino, sempre fuoriuscito a Praga, venne poi graziato dal presidente della Repubblica Giuseppe Saragat in occasione del ventesimo anniversario della Liberazione, ma rimpatriò solo quando i reati "determinati da movente o fine politico" per i quali erano stato condannato divennero oggetto di una vasta amnistia promulgata nel 1966 riguardante sia gli "appartenenti al movimento della Resistenza" che i loro avversari, riconducendoli di fatto alla natura di atti di guerra e quindi non più condannabili.
Il 19 maggio 1968, PCI e PSIUP annunciarono la candidatura nel collegio senatoriale di Vercelli dell'ex deputato condannato all'ergastolo, tuttavia graziato. Il Moranino fu rieletto con 38.446 voti ed entrò nella Commissione industria e commercio del Senato. Morì, tre anni dopo, stroncato da un infarto.
La vicenda del processo a Francesco Moranino venne ricostruita e contestualizzata storicamente in un libro di Massimo Recchioni, che la inserì nel complesso intreccio politico della guerra fredda. Recchioni ribadì peraltro le stesse teorie presentate all'epoca del processo dalla stampa comunista, giustificando apertamente l'operato di Moranino.  Del tutto opposta invece fu la ricostruzione presentata da Roberto Gremmo. Basata essenzialmente sugli atti processuali, descrive il Moranino come un personaggio senza grandi scrupoli, fautore all'epoca di una scelta rivoluzionaria radicale e responsabile non solo della strage della missione Strasserra, ma anche del coevo eccidio dell'ospedale psichiatrico di Vercelli.